# برتوكول نقل أخبار الشبكة

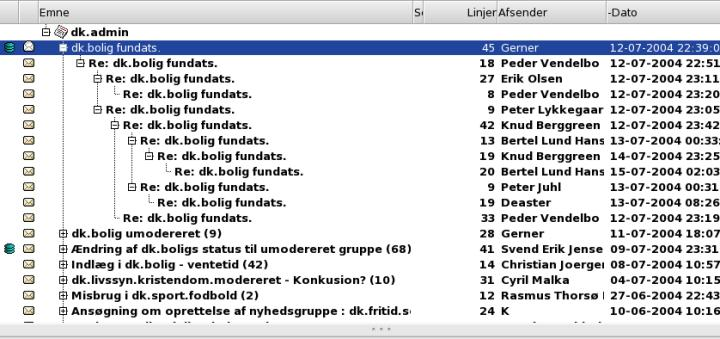

برتوكول نقل أخبار الشبكة (بالإنجليزية: Network News Transfer Protocol NNTP)‏ هو برتوكول تطبيق الإنترنت، يستعمل بشكل أساسي لقراءة وكتابة مقالات اليوزنت *USENET، بالإضافة إلى إرسال الأخبار وتحويلها بين مخدمات الأخبارNews Server.
وهو بروتوكول يحقق توزيع وتحقيق واسترجاع وإرسال الأخبار، باستخدام نظام إرسال الأخبار بين وكالة مشاريع البحوث المتقدمةَ ARPA. يتبع هذا البروتوكول نظام زبون/مخدمClients/Server) (كمعظم البروتوكولات، ويوجد في طبقة الـ Application كما عرفته منظمة الـ OSI.
يستخدم هذا البروتوكول الـ TCP كبروتوكول للنقل، وبروتوكول الـ IP كبرتوكول لتوجيه الأغراض والمقالات. رقم المنفذ(Port) المتعلق بهذا البروتوكول هو 119. عندما يتصل الزبون بمخدم الأخبار باستعمال الـبروتوكول طبقة المنافذ الآمنة بروتوكول فإن المنفذ 563 للـ TCP هو الذي يُستعمل.

## نشــأتــه
قام كل من Brian Kantor من جامذثدةر773757276

fam
عة كاليفورنيا –سان دييغو- وPhil Lapsley من جامعة كاليفورنيا -بيريكلي- بإكمال مواصفات هذا البروتوكول والمحددة في RFC 977 (RFC هي سلسلة الوثائق التي تحتوي الاقتراحات لمعايير الانترنيت الجديدة أو المُحدّثة)في آذار1986، وقد ساهم أيضاً Stan Barber من كلية بايلور للطب وErik Fair من شركة Apple.

## تطــوره
في تشرين الأول من عام 2006 أصدرت اللجنة الخاصة لنظام الإنترنيتIETF المعيار RFC 3977، الذي يقوم بتحديث برتوكول الـ NNTP وينظم الكثير من الإضافات التي حصلت على مر السنين منذ المعيار RFC 977.
ولكن أثناء المحاولات الفاشلة لتجديد المعيار المتعلق بالبروتوكول NNTP في أوائل التسعينيات، اِقتُرح شكل آخر لهذا البروتوكول للاستعمال من قبل الزبائن المُسمى:
NNRPبرتوكول نقل أخبار الشبكة.
هذا البروتوكول لم يكتب ولم يطبق بشكل كامل، وكنتيجة لذلك فإنه يوجد مجموعة ثانوية لأوامر الـ NNTP المفيدة للزبائن والتي ما زالت تدعى باسم NNRP.
- شبكة الـ Usenet :

عبارة عن «حقيبة الملفات المشتركة بين المستخدم والشبكة» تسمح بتبادل الرسائل، المقالات، والنشرات عبر الإنترنت، حيث استخدم نظام نقل الأخبار والبريد الإلكترونيUUCP لعَرْض البريدِ وإرسال الملفاتِ، بالإضافة إلى الإعلاناتِ خلال برامجِ الأخبارِ المتطورةِ حديثاً.
توضع هذه المقالات في قواعد بيانات مركزية عبر الإنترنت، ويقوم المستخدمون بالدخول إلى قواعد البيانات هذه للحصول على المقالات التي يريدونها.
وبالتالي التخفيف من انشغالية الشبكة، وعدم الحاجة إلى وضع نسخة من هذه المقالات في كل نظام مشترك.
طوّرَ هذا النظام في جامعة كارولاينا الشّمالية في تشابل هيل وجامعة دوق.
تستعمل الـUsenet برتوكول الـNNTP لتبادل مقالات الأخبار فيما بينها أيضاً، كما يقوم المستخدمون أيضاً باستخدام هذا البروتوكول إذا احتاجوا إلى قراءة مقالات الأخبار الموجودة على مخدم الـ Usenet.
إن المقالات التي يرسلها المستخدمون إلى الـ Usenet تُنَظّم في أصناف متعددة تدعى Newsgroup ،والتي يقومون بتنظيميها أيضاً بأنفسهم إلى مواضيع متنوعة، مثل: في قسم العلوم يوجد علوم الرياضيات، علوم الفيزياء...
فعندما يشارك مستخدم مثلاً في مجموعة أخبار ما، فإن برنامج أخبار الزبون تُتابِع المقالات التي قرأها المستخدم.
يمكن تقسيم أنواع الاتصالات في هذا البرتوكول إلى نوعين:
1. Server-to-Server exchanges :

وتعني التبادل بين مخدمات الـ Usenet، بحيث يقوم أحد هذه المخدمات بطلب بآخر المقالات من مخدم آخر، أو يقوم بتزويد مخدم آخر بمقالات جديدة، وبالتالي يكون كلا المخدمين مشغولين بمجموعة أخبار معينة((Newsgroup.
إن الهدف الأساسي من هذه العملية هو منع نظام الإرسال من إرسال مقال موجود سابقاً عند المستقبل.
1. User-to-Server connections :

وتعني التبادل بين المستخدم ومخدم الـ Usenet، حيث يقوم المستخدمون بإدارة قرّاء الأخبار الموجودة الآن بمعظم متصفحات الويب.
يقوم المستخدم أولاً بالاتصال بمخدم مجموعة الأخبار(الذي يوجد عادة بمزودات الإنترنيت ISP)، ثم يقوم بتحميل قائمة مجموعات الأخبار المتوافرة.
ومن ثمّ يستطيع الاشتراك بمجموعة أخبارية جديدة وقراءة المقالات المتوافرة في هذه المجموعة الإخبارية أو يرسل خبر أو مقال جديد إليها.

## آلية عمل البروتوكول NNTP
قبل وجود بروتوكولNNCP، كانت شبكة الـ Usenet تستخدم بروتوكولUUCP لتبادل المعلومات.
الـUUCP هو بروتوكول لنقل الأخبار والبريد الالكتروني، وهو يتبع نظام الإذاعة المحمولة(BroadCast)، حيث يقوم الحاسوب المضيف بإرسال مقال أو خبر جديد يكون قد استلمه من حاسوب مضيف آخر، والذي يقوم بإرساله تباعاً إلى المصيفين الأخرى ن.
عادة يستقبل الحاسوب المضيف نسخ مطابقة من المقالات، حيث سرعان مايقوم بتجاهل هذه النسخ المتطابقة، وبالتالي هذه العملية هي مضيعة للوقت وهدر في الشبكة.
أما بروتوكول الـ NNTP فإنه يستخدم أوامر تفاعلية وآلية رد تسمح للحاسوب المضيف بتحديد المقالات المراد إرسالها. يتصرف الحاسوب المضيف كما لو أنه زبون يتصل بالمخدم باستخدام برتوكول الـNNTP، ومن ثم يستفسر عن وجود مجموعات أخبار جديدة على أنظمة مضيفي الخدمة. يمكن للمدير أن يختار إنشاء مجموعات أخبار مماثلة على الحاسوب المضيف الذي يقوم بإدارته.
أثناء عمل الـ NNTP يطلب الزبون معلومات حول المقالات الجديدة التي وصلت إلى كل أو بعض مجموعات الأخبار، ثم يقوم المخدم بإرسال قائمة بالمقالات الجديدة للزبون، وبعدها يمكن للزيون أن يقوم بطلب إرسال بعض أو تلك المقالات، كما يمكن له أن يرفض قبول المقالات الموجودة لديه.

## بعض خصائص البروتوكول NNTP
إن برتوكولNNTP يملك أوامر معينة تعطي طريقة بسيطة لتبادل المقالات بين المضيفين.
إن المضيفين المتصلين اتصالاً جيداً بشبكة محلية أو شبكة سريعة والذين يريدون الحصول على نسخ من مقالات الأخبار للخزن المحلي سيجدون برتوكول الـ NNTP أكثر كفاءة لتوزيع الأخبار من الطرق التقليدية للنقل(مثل بروتوكول الـ UUCP).
وقد صُمم هذا البروتوكول لقبول الاتصال من المضيفين، وللحصول على وصلة بسيطة لقواعد بيانات الأخبار، فهو فقط واجهة اتصال بين البرامج وقواعد بيانات الأخبار. هذه الوظائف السهلة الاستعمال أفضل لبرامج الزبون، حيث تكون سهلة الفهم بالنسبة للبيئة التي يعمل فيها الزبون.
يمثل هذا البرتوكول سلسلة من الرموز المشفرة مثل برتوكول الـ HTTP، هذه الرموز هي التي تنقل مختلف حالات هذا البرتوكول، وهي توضح كما يلي:
1xx – Information message
2xx – Command is ok
3xx – Command is ok, continue
4xx – Command ok, but could not be processed
5xx – Command not processed (normally due to a server side error)
تظهر هذه الرسائل عادة عند تحميل أو تنزيل مادة معينة، وتظهر عند الـ NNTP الزبون.

## الأوامر في بروتوكول الـ NNTP
تشمل الأوامر كلمة الأمرCommand ،والتي في بعض الأحيان تكون متبوعة بمعامل معين. تفصل الأوامر عن معاملاتها بفراغ أو أكثر. يجب أن تكون سطور الأوامر كاملة بكل ماتحتاجه من الأمر ومعاملاته وألا تحتوي على أكثر من أمر. وهي غير حساسة للأحرف الكبيرة والصغيرة وألا تتجاوز الـ 512 محرف متضمنة الفراغات والفواصل وعلامات الترقيم.
وكما ذكرنا سابقاً أن الـ NNTP يشبه قليلاً الـ HTTP في بعض الأوامر، على سبيل المثال: تعليمة Next في الـ NNTP تشير إلى الانتقال إلى المقالة التالية في مجموعة الأخبار.
تعليمة Post تدل على إرسال مقال إلى مجموعة الأخبار. ممكن أن يكون إرسال طلب عن برنامج تلفزيوني مفضل عند بعض الأشخاص ولم يستطع مشاهدته، فبإمكانه إرسال رسالة تطلب من أحد الأشخاص تحميل البرنامج على المخدم إذا تمكن من تسجيله سابقاً.

## كيف يبدو طرد البروتوكول NNTP ؟
يشبه طرد الـ NNTP طرد الـ IP بروتوكول إلى حدّ ما، فهو يتكون من ترويسة بروتوكول الـ IP، تتبعه ترويسة بروتوكول الـ TCP، ومن ثم بيانات طبقة البرامج Application. في هذه الحالة نكون قد حصلنا على بيانات الـNNTP.
مثال عن نموذج محادثة التي من المتوقع حدوثها في مخدم الأخبار في الجلسات الافتراضية:
يشير الحرف C إلى الأوامر التي أرسلت إلى مخدم الأخبار من برنامج الزبون.
يشير الحرف S إلى الردود المستلمة من المخدم عند الزبون.
relative access with NEXT
```
S: (listens at TCP port 119)
C: (requests connection on TCP port 119)
S: 200 wombatvax news server ready - posting ok
(client asks for a current newsgroup list)
C: LIST
S: 215 list of newsgroups follows
S: net.wombats 00543 00501 y
S: net.unix-wizards 10125 10011 y
(more information here)
S: net.idiots 00100 00001 n
S: .
(client selects a newsgroup)
C: GROUP net.unix-wizards
S: 211 104 10011 10125 net.unix-wizards group selected
(there are 104 articles on file, from 10011 to 10125)
(client selects an article to read)
C: STAT 10110
S: 223 10110 <23445@sdcsvax.ARPA> article retrieved - statistics
only (article 10110 selected, its message-id is
<23445@sdcsvax.ARPA>)
(client examines the header)
C: HEAD
S: 221 10110 <23445@sdcsvax.ARPA> article retrieved - head
follows (text of the header appears here)
S: .
(client wants to see the text body of the article)
C: BODY
S: 222 10110 <23445@sdcsvax.ARPA> article retrieved - body
follows (body text here)
S: .
(client selects next article in group)
C: NEXT
S: 223 10113 <21495@nudebch.uucp> article retrieved - statistics
only (article 10113 was next in group)
(client finishes session)
C: QUIT
S: 205 goodbye.
```

## مجمل التعليمات والردود في بروتوكول الـ NNTP
Commands
```
ARTICLE
BODY
GROUP
HEAD
HELP
IHAVE
LAST
LIST
NEWGROUPS
NEWNEWS
NEXT
POST
QUIT
SLAVE
STAT
```

```
Responses
```

```
100 help text follows
199 debug output
200 server ready - posting allowed
201 server ready - no posting allowed
202 slave status noted
205 closing connection - goodbye!
211 n f l s group selected
215 list of newsgroups follows
220 n <a> article retrieved - head and body follow 221 n <a> article
retrieved - head follows
222 n <a> article retrieved - body follows
223 n <a> article retrieved - request text separately 230 list of new
articles by message-id follows
231 list of new newsgroups follows
235 article transferred ok
240 article posted ok
335 send article to be transferred. End with <CR-LF>.<CR-LF>
340 send article to be posted. End with <CR-LF>.<CR-LF>
400 service discontinued
411 no such news group
412 no newsgroup has been selected
420 no current article has been selected
421 no next article in this group
422 no previous article in this group
423 no such article number in this group
430 no such article found
435 article not wanted - do not send it
436 transfer failed - try again later
437 article rejected - do not try again.
440 posting not allowed
441 posting failed
500 command not recognized
501 command syntax error
502 access restriction or permission denied
503 program fault - command not performed
```